# Citharexylum flexuosum
Citharexylum flexuosum là một loài thực vật có hoa trong họ Cỏ roi ngựa. Loài này được (Ruiz & Pav.) D.Don mô tả khoa học đầu tiên năm 1831.